# Pskov (huyện)
Huyện Pskov (tiếng Nga: ? райо́н) là một huyện hành chính tự quản (raion), của Tỉnh Pskov, Nga. Huyện có diện tích 20 km², dân số thời điểm ngày 1 tháng 1 năm 2000 là 201500 người. Trung tâm của huyện đóng ở Pskov.